# Kelpie australià

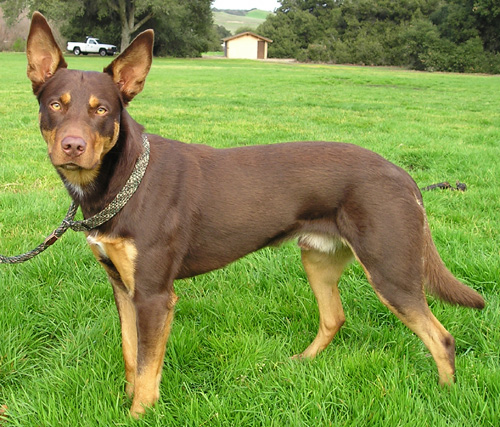
Kelpie australià.

El Kelpie australià és un gos d'atura o gos de pasturatge originari d'Austràlia. Pesa entre 12 i 22 quilos i arriba a mesurar entre 43 i 50 cm a la creu. El seu color del pèl pot ser negre, vermell, blau o marró. Es troba classificat com a gos pastor per la Federació Cinològica Internacional.

## Història
L'inhòspit i desconegut ambient d'Austràlia va forçar als colons anglesos i escocesos a seleccionar uns gossos de treball que s'adaptessin a les condicions del país, espais molt més grans, ramats molts més grans de bens de l'Ovella merina, i la tremenda calor. El Moh (com diuen a Austràlia al ramat) calia recollir-lo en corrals del ranxo o l'estació per passar la nit protegint-lo dels dingos aborígens i perquè no es perdessin. Per això calia un gos realment treballador que sabés reunir i dirigir el ramat, més que el típic pastor del seu país d'origen.
Moltes zones d'Anglaterra havien elaborat la seva pròpia línia de  pastor, gairebé sempre amb el nom de la regió o del propietari. La majoria d'elles s'ha perdut avui en dia, però el 1.800 encara existien, quan va tenir el seu auge l'emigració a Austràlia. Moltes races van ser introduïdes a Austràlia, i les que servien en el nou ambient s'usaven i van ser creuades amb altres.
Un dels primers tipus que va resultar ideal per les condicions australianes va ser la línia Rutherford de Collies de North County. Aquests gossos eren de pèl curt, d'orella erecta o semi, i de color negre o negre i foc, i van ser descrits per G. S. Kempe com "de construcció robusta i temperament valent..... amb un gran cap i fortes mandíbules".
Diversos membres de la família Rutherford van emigrar d'Escòcia a Austràlia, i van rebre un bon lot d'aquests gossos dels seus familiars. Altres persones aviat van veure les habilitats d'aquests gossos i van voler cadells d'aquesta línia. Hi ha dubtes sobre si es van mantenir purs al cent per cent, ja que els pragmàtics propietaris de ramats creuaven les seves bones femelles de treball amb els millors gossos que podien trobar, sense importar la seva genealogia. Però la línia Rutherford va formar la base per a la raça que actualment es coneix com a Kelpie.
A finals del segle xix, un ranxer anomenat Gleason va canviar un cavall per un cadell femella negre i foc criada a  Victoria, de pares importats de la línia Rutherford. La va anomenar "Kelpie", que en gaèlic significa ondina, i la va trobar una esplèndida treballadora. La gossa va ser coneguda com a "Gleasons Kelpie", i la seva descendència va donar el nom a la raça. Aquesta Kelpie original va ser creuada dues vegades amb "Moss", un gos australià negre, de la línia Rutherford, i després amb "Caesar", un gos negre i foc de pares purament escocesos. Aquesta última ventrada amb Caesar donaria el més famós Kelpie de la història. Una femella negra i foc, també anomenada "Kelpie", que va ser regalada a G. T. W. King. La seva Kelpie (la segona) guanyaria la primera competició de gossos de treball amb ramat celebrada a Austràlia. Aquesta victòria va fer augmentar l'interès per aquesta línia.
La raça Kelpie es basa en aquests començaments, amb creuades al llarg dels anys amb altres línies. La raça és en essència anglesa, sense introducció del Dingo. Van sortir molts bons gossos de treball negres de la línia creada sobre "Moss", sobretot un anomenat "Barb". Durant molts anys es va creure que els negres eren una raça a part anomenada Barb. Hi havia altres línies conegudes pels noms dels seus millors gossos o del seu amo, però aviat es van unificar totes sota la denominació de Kelpie.

## Descripció

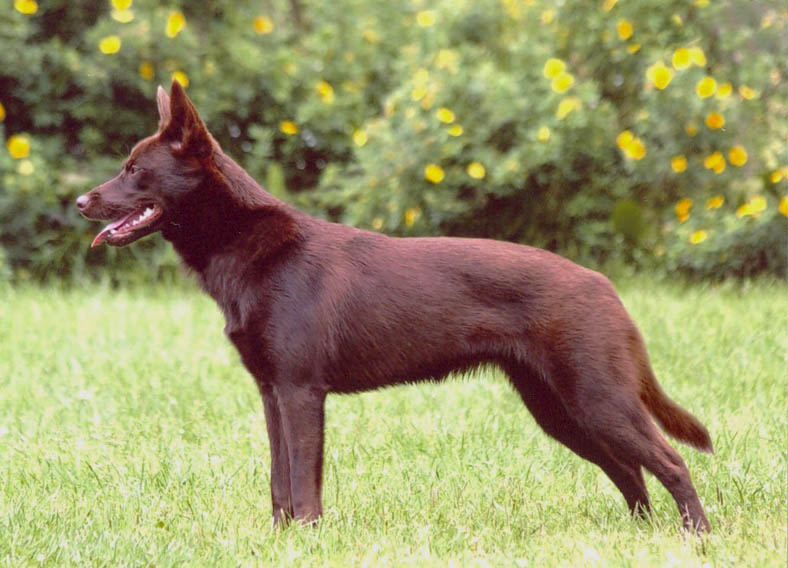
Kelpie australià vermell

El seu cap s'assembla al d'una guineu, però es diferencia d'aquests pels seus ulls ametllats. La seva contextualització general és musculosa i compacta, però flexible, mesurant els mascles de 46 a 51 cm i les femelles de 43 a 48 cm. El seu pelatge és de doble capa, tenint una capa interna densa, i una exterior de pèl dur, disposats de manera que és resistent a la pluja. És llarg pel ventre, arribant a formar un serrell a les potes posteriors, mentre que la resta de les extremitats posseeixen un pèl curt. En el seu coll té un pèl llarg i gruixut formant una espècie de collaret. El color d'aquest és molt variable, passant per una gamma de colors foscos a vermellosos, aquests poden ser negre, negre i foc, vermell, roig i foc, marró, xocolata, fum.

## Caràcter

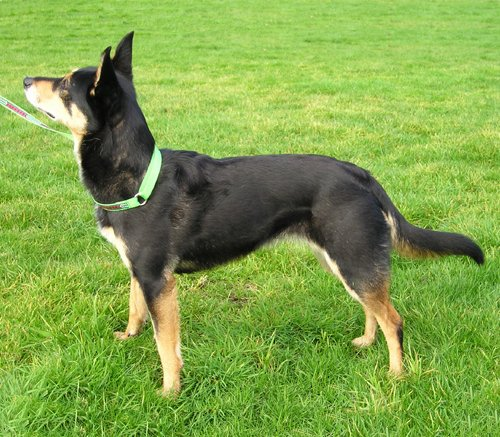
Kelpie australià negre

Encara que és amable i fàcil d'ensinistrar, la seva gran energia i ganes de treballar no el fan apte per a viure dins de casa o en un apartament. Es fan molt a un sol propietari, i encara que és lleial i intel·ligent, és molt independent, aspecte imprescindible per al seu treball.
El Kelpie és molt intel·ligent, laboriós i sempre està alerta. Posseeix a més una disposició dòcil i una energia gairebé inesgotable. D'altra banda, mostra una gran lleialtat i devoció a la feina. Té un instint natural per treballar amb les ovelles, tant en el camp, com en el corral. A causa de la seva gran capacitat muscular en conjunt, a la seva gran energia i elasticitat, es pot considerar un dels gossos de millor disposició per al treball en general.
FUNC. Les estadístiques del treball que estalvia són sorprenents, i molts grangers americans estan coneixent el valor d'aquests gossos. Encara que per naturalesa és un pastor d'ovelles, el Kelpie pot ser ensenyat també per al bestiar boví. El Kelpie criat per treballar el bestiar és fort, i molts poden guiar tant com empènyer. Poden ser molt útils per reunir les ovelles, portant-les dins dels corrals, fent-les passar per banys, fent-les pujar a camions i vagons, i fins i tot "muntant" (pesant sobre el seu llom) si es queden atrapades al canal de càrrega. Un equip de Kelpies pot ser enviat a reunir un ramat de boví, mentre el propietari espera a la porta del corral. Poden fer-los passar per les vacunacions veterinàries, ajudar-los a carregar, i portar-los carretera avall cap a una altra pastura.
El Kelpie també ha resultat ser eficaç amb porcs, cavalls, cabres, aus i fins i tot rens.
Són treballadors nats, i abunden les històries de proeses d'exemplars de la raça, tot i estar malferits.
Se'ls utilitza també per a altres finalitats a part del pasturatge, com la recerca i el rescat, com a gos guia i per la detecció de drogues.

## Nombre d'exemplars
Es calcula que uns 70.000-80.000 Kelpies estan treballant en els ranxos australians actualment, la raça de gos pastor més nombrosa del país, i els propietaris diuen que un bon Kelpie equival a dos homes a cavall.